# Attero Dominatus
Attero Dominatus (искаж. лат. Уничтожь тиранию) — второй студийный альбом пауэр-метал-группы Sabaton, вышедший в 2006 году, первый с клавишником Даниэлем Муром.

## Список композиций
| №  | Название | Длительность |
| -- | --- | ------------ |
| 1. | «Attero Dominatus» (Песня, посвященная штурму Берлина в 1945 г.)                                               | 3:43         |
| 2. | «Nuclear Attack» (Об атомной бомбардировке Хиросимы и Нагасаки)                                                | 4:10         |
| 3. | «Rise of Evil» (Песня о создании нацистской Германии и о Гитлере, а также о предпосылках Второй мировой войны) | 8:19         |
| 4. | «In the name of God» (Песня про войну с международным терроризмом)                                             | 4:06         |
| 5. | «We Burn» (Песня о Резне в Сребренице)                                                                         | 2:55         |
| 6. | «Angels Calling» (О Первой мировой войне)                                                                      | 5:57         |
| 7. | «Back in Control» (О Фолклендской войне)                                                                       | 3:14         |
| 8. | «Light in the Black» (Песня, посвященная миротворцам ООН)                                                      | 4:52         |
| 9. | «Metal Crüe» (Песня-трибьют хэви-металу)                                                                       | 3:46         |

### Re-Armed Edition
Бонусные композиции, включенные в переиздание альбома 2010 года.
| №  | Название                                         | Длительность |
| -- | ------------------------------------------------ | ------------ |
| 1. | «Für Immer» (Кавер на Doro)                      | 4:36         |
| 2. | «Långa Bollar på Bengt» (Кавер на Svenne Rubins) | 2:53         |
| 3. | «Nightchild» (Демоверсия песни Purple Heart)     | 5:12         |
| 4. | «Primo Victoria (Demo Version)»                  | 4:11         |

## Участники записи
- Йоаким Броден — вокал
- Рикард Сунден — гитара
- Оскар Монтелиус — гитара
- Пэр Сундстрем — бас
- Даниэль Муллбэк — ударные
- Даниэль Мур — клавишные